# Wolf Netter
Wolf Netter (* 1783 in Bühl; † 20. November 1859 ebenda) war ein deutscher Kaufmann und Namensgeber des Unternehmens Wolf Netter & Jacobi.

## Leben und Wirken
Netter stammte aus dem seit dem 18. Jahrhundert in Bühl nachgewiesenen Zweig einer auch in Frankreich und England ansässigen jüdischen Familie. Um 1800 begann er einen erfolgreichen Handel mit Alteisen und später auch mit Bandeisen, das er in Straßburg einkaufte und an Küfer im Großherzogtum Baden verkaufte.
1833 traten seine Söhne Jacob und Joseph in das Unternehmen ein. Dieses Jahr gilt als das Gründungsjahr des ab 1873 als Wolf Netter & Jacobi firmierenden Unternehmens. Gemeinsam weiteten sie es zu einem führenden Eisengroßhandel und zugleich Hersteller von Eisen- und Stahlprodukten aus. 1853 wurde am Marktplatz in Ludwigshafen eine Zweigniederlassung eröffnet.
1857 verkaufte Wolf Netter für 40.000 Gulden seine Geschäftsanteile an seine Söhne, die das Unternehmen gemeinsam weiterführten.